# Eupeodes perplexus
Eupeodes perplexus är en tvåvingeart som först beskrevs av Osburn 1910.  Eupeodes perplexus ingår i släktet fältblomflugor, och familjen blomflugor. Inga underarter finns listade i Catalogue of Life.